# Cheumatopsyche diminuta
Cheumatopsyche diminuta är en nattsländeart som först beskrevs av Walker 1852.  Cheumatopsyche diminuta ingår i släktet Cheumatopsyche och familjen ryssjenattsländor. Inga underarter finns listade i Catalogue of Life.